# Soldier of Fortune II: Double Helix
Soldier of Fortune II: Double Helix, (SoF2) är ett First Person Shooter-spel utvecklat av Raven Software och uppföljare till Soldier of Fortune. Spelet använder Quake 3-motorn som grund. 

## Spellägen
- Capture the Flag - Matcherna spelas, som alla andra spellägen förutom deathmatch, med två lag. De båda lagen har en varsin flagga att försvara medan man skall försöka föra motståndarens flagga hem till sin bas, där den egna flaggan ligger. Blir man skjuten av motståndarna tar det 15 sekunder att "respawna", dvs. att få spela igen. I matcher spelas CTF med 5 spelare i varje lag där oftast två är försvarare och tre attackerar.

- Demolition - Det blåa laget måste föra en bomb till en viss plats på banan medan insatsstyrkorna försöker hindra detta. Om terroristerna lyckas med att "planta" (aptera) bomben innan tiden går ut, är det de röda lagets uppgift att "deffa" (desarmera) den. En runda kan vinnas åt olika håll antingen via att bomben sprängs eller desarmeas. Om alla spelare i ett lag är döda så avslutas rundan, såvida det inte är det röda laget som är levande och bomben är apterad.

- Infiltration - Är väldigt likt Demolition, fast tvärtom. Det blåa laget skall stjäla en väska som det röda laget har till uppgift att skydda. Lyckas inte det blåa laget ta väskan till sin "extraction"-point (flyktväg, oftast symboliserad av en bil eller helikopter), så vinner det röda laget. Elimineras alla motståndare så vinner det överlevande laget.

- Team Deathmatch - TDM går ut på att döda sina motståndare. Matchen har en så kallad "timelimit", och det lag som dödat flest motståndare vinner matchen.

- Deathmatch - Likadant som Team Deathmatch, förutom att man spelar alla mot alla.

## Klaner
Den mest kända klanen (laget) inom SoF2 är Northern Darkness, som försvarat sin titel som EuroCup-vinnare hårdast i historien genom att vinna tre gånger i följd. Deras status backas dessutom upp av flera andra- samt tredje-placeringar.